# Miles Dempsey
Miles Christopher Dempsey (New Brighton, 15 dicembre 1896 – Yattendon, 5 giugno 1969) è stato un generale britannico.

## Biografia
Ufficiale durante la seconda guerra mondiale, Miles Dempsey si distinse, alla testa di una brigata di fanteria del B.E.F., durante la drammatica ritirata di Dunkerque nella prima fase della campagna di Francia del 1940. Dopo la dura sconfitta alleata, Dempsey rientrò in combattimento solo nel dicembre 1942, quando prese il comando del XIII Corpo d'armata (al posto del generale Brian Horrocks passato al comando del X Corpo d'armata) della Ottava armata britannica in Nordafrica, guidata dal generale Montgomery, suo amico ed estimatore all'interno dell'esercito britannico.
Alla guida del XIII corpo, Dempsey diede prova di efficienza e preparazione durante la vittoriosa campagna di Tunisia e poi nel successivo sbarco in Sicilia e nelle prime fasi della campagna d'Italia dell'autunno 1943.

Al momento di organizzare le forze per la gigantesca operazione Overlord, il generale Montgomey scelse proprio Dempsey per guidare la 2ª Armata britannica, destinata a raggruppare tutte le forze inglesi impegnate nella campagna in Europa; dal 6 giugno 1944, quindi, Dempsy guidò le forze britanniche in Normandia prima nella dura battaglia di Caen e poi nella fase di sfruttamento del successo seguita al crollo tedesco in conseguenza della battaglia di Falaise. Dopo il vittorioso inseguimento del nemico in Belgio, le forze di Dempsey furono ancora impegnate nell'operazione Market-Garden, terminata con un insuccesso, e quindi alle battaglie finali del 1945 per il superamento del Reno e per l'invasione della Germania nord-occidentale.
Miles Dempsey, modesto e discreto, rimase poco conosciuto all'opinione pubblica alleata, sovrastato dalla esuberante personalità del suo superiore, generale Montgomery; tuttavia egli mostrò, durante le campagne di guerra a cui partecipò, notevole preparazione tecnica, chiare cognizioni operative e tenace e imperturbabile condotta delle operazioni in linea con le tradizioni dell'esercito britannico.